# Битва при Вавре
Битва при Вавре (фр. Bataille de Wavre) была последним крупным военным столкновением кампании Ста дней и наполеоновских войн в целом. Сражение велось 18–19 июня 1815 года между прусским арьергардом, состоявшим из прусского 3-го корпуса под командованием генерала Иоганна фон Тильмана (начальником штаба которого был Карл фон Клаузевиц), и тремя корпусами французской армии под командованием маршала Груши. Эта битва помешала 33 (тридцати трём) тысячам французским солдатам принять участие в битве при Ватерлоо, что способствовало окончательному поражению Наполеона в кампании.

## Перед сражением
Накануне битвы при Вавре прусские войска потерпели поражение от французов. Их командующий Блюхер, возглавляя кавалерийскую атаку, был ранен и на какое-то время сложил с себя полномочия командующего армией. Начальник штаба прусской армии граф Нейдгардт фон Гнейзенау принял командование на себя. Он приказал немедленно собрать все оставшиеся прусские части у Вавра. Утомлённый битвой Наполеон не отдал приказ о преследовании противника. К тому же, император опасался ночной атаки свежих сил неприятеля. Таким образом, император французов упустил возможность нанести окончательное поражение прусской армии. В этот же день Бонапарт собирался напасть на позиции Веллингтона при Ватерлоо. Утром 17 июня маршал Груши, под командованием которого находились три французских корпуса (всего около 33 000 солдат), получил от Наполеона приказ догнать и уничтожить прусские войска, противостоявшие ему на реке между бельгийскими городами Вавр и Лималь. Незадолго до полудня 17 июня Груши двинулся в направлении Жамблу. Измученный проливными дождями и не зная точно, где пруссаки, он не спешил в своем марше. Груши достиг Жамблу примерно в 19:00 и остановился на ночь. В 20:00 году он доложил Наполеону, что пруссаки разделились на две колонны, одна двинулась в Вавр, другая, вероятно, в Льеж. Он последует за основными прусскими силами в Вавр и отрежет их, если они попытаются присоединиться к Веллингтону.

## Ход сражения
Он снова начал преследовать пруссаков поздно утром 18 июня, но к этому времени Блюхер и его начальник штаба Гнейзенау уже отправили на помощь Веллингтону свой IV корпус под командованием генерала Бюлова. Бюлов двинулся в путь в 04:00. Ему было приказано держать свой корпус в укрытии у Сен-Ламберта, если Веллингтон не будет атакован в это время. Если бы это произошло, Бюлов должен был атаковать правый фланг Наполеона. Корпус Пирха должен был следовать за ним, и Цитену и Тильману было приказано подготовить свой корпус. Во второй половине дня только корпус Тильмана все еще находился в Вавре, однако он получил приказ оставить два батальона в качестве арьергарда и следовать за остальной прусской армией к Ватерлоо. 
Груши, услышав звук орудий при Ватерлоо примерно в 11:30, отказался идти под их звуки, когда генерал Жерар тоже призвал его. Груши процитировал свой приказ преследовать пруссаков. Затем Жерар запросил разрешения выступить только со своим корпусом на помощь императору, но Груши отказался и от этого. Он сказал Жерару, что разделять свои силы было бы плохим решением. В 15:30 он получил сообщение Сульта (написанное тем утром), в котором ему было приказано идти в Вавр. Маршал, должно быть, был доволен, что не последовал совету Жерара, потому что теперь у него был приказ, подтверждающий его предыдущие приказы преследовать пруссаков, и, насколько он знал, пруссаки были в Вавре.
Французы вступили в бой с пруссаками около 16:00. III корпус генерала Вандама быстро оттеснил прусские аванпосты в восточных пригородах и атаковал Вавр походной колонной, без артиллерийской подготовки и надлежащей разведки. Пруссаки, занимавшие два каменных моста, выстояли, но французам на мгновение удалось занять мост «Пон-дю-Крист». Под обстрелом прусских орудий на более высоком северо-западном берегу они были скованы, не имея возможности ни наступать, ни отступать.
Жерару, только что прибывшему со своей передовой дивизией, было приказано отправить эту дивизию через реку Дайл возле мельницы Бьерже, но из-за влажной земли он мало продвинулся. Около 17:00 он атаковал мост в Бьерже, но без особого успеха. Сам Жерар был тяжело ранен в этом бою. Новая атака под предводительством самого Груши также не удалась.
Затем Груши изменил свой план, он отправил кавалерию Пажоля и дивизию Теста вверх по реке, в Лимале. Эту деревню охранял только небольшой фланговый аванпост, который был быстро отброшен примерно в 19:00 французской кавалерией. Вскоре после этого тоже была захвачена Лимлетт. Две вновь прибывшие дивизии корпуса Жерара были немедленно отправлены Груши в Лимале. Тильман послал бригаду, чтобы отразить эту угрозу на своем фланге, но Груши отбросил их примерно в 23:00. К ночи французы удерживали деревушки Лимале и Лимлетт и находились на бивуаке не более чем в 500 метрах от Бьерже, но в Вавре ситуация была патовой.
В отличие от Тильмана, который уже получил известие ночью, Груши, который утром 19 июня еще не знал о поражении Наполеона при Ватерлоо, возобновил атаку и вынудил пруссаков отступить. К 10:00 Груши одержал победу, но через полчаса, в 10:30, когда гонец принес известие о поражении Наполеона при Ватерлоо, он понял, что его победа бессмысленна. Это было одно из последних сражений войны Седьмой коалиции, последней из Наполеоновских войн.